# Wyeth
Wyeth este o companie farmaceutică din Statele Unite, cu sediul la Philadelphia, Pennsylvania și peste 49.700 de angajați în anul 2005.